# Muzeum Regionalne w Sąpłatach
Muzeum Regionalne w Sąpłatach – muzeum z siedzibą we wsi Sąpłaty (powiat szczycieński). Placówką jest jednostką organizacyjną gminy Dźwierzuty.
Muzeum powstało na bazie zbiorów, gromadzonych od 1978 roku przez "Babską Izbę" - zespół kobiet ze wsi Sąpłaty oraz Julianowo, działającą po kierownictwem Maryny Okęckiej-Bromkowej. Po rozpadzie zespołu zbiory, zgromadzone w budynku szkoły - pozostawały pod opieką nauczycielki Zofii Kubickiej. Po likwidacji placówki w 1997 roku, budynek stał się siedzibą muzeum, otwartego w tym samym roku. W uroczystym otwarciu placówki uczestniczył m.in. ówczesny metropolita warmiński abp Edmund Piszcz.
W skład prezentowanej ekspozycji wchodzą dawne sprzęty gospodarstwa domowego (m.in. kolekcja kołowrotków), narzędzia rolnicze, rzeźby i książki o tematyce folklorystycznej. Urządzono także wystawę poświęconą pamięci Maryny Okęckiej-Bromkowej.
Zwiedzanie muzeum jest możliwe po uprzednim uzgodnieniu z opiekunką zbiorów, natomiast w sezonie letnim placówka otwarta jest w każdą niedzielę. Wstęp jest wolny.